# Колберн (округ Чіппева, Вісконсин)
Колберн (англ. Colburn) — місто (англ. town) в США, в окрузі Чиппева штату Вісконсин. Населення — 892 особи (2020).

## Демографія
Згідно з переписом 2010 року, у місті мешкало 856 осіб у 329 домогосподарствах у складі 227 родин. Було 429 помешкань
Расовий склад населення:
| - 97,7 % — білих - 0,4 % — корінних американців - 0,4 % — азіатів |

До двох чи більше рас належало 1,6 %. Частка іспаномовних становила 0,5 % від усіх жителів.
За віковим діапазоном населення розподілялося таким чином: 24,1 % — особи молодші 18 років, 60,2 % — особи у віці 18—64 років, 15,7 % — особи у віці 65 років та старші. Медіана віку мешканця становила 43,8 року. На 100 осіб жіночої статі у місті припадало 107,3 чоловіків;  на 100 жінок у віці від 18 років та старших — 115,9 чоловіків також старших 18 років.
Середній дохід на одне домашнє господарство  становив 58 141 долар США (медіана — 47 250), а середній дохід на одну сім'ю — 66 847 доларів (медіана — 59 875). Медіана доходів становила 41 136 доларів для чоловіків та 33 875 доларів для жінок. За межею бідності перебувало 11,5 % осіб, у тому числі 12,4 % дітей у віці до 18 років та 11,4 % осіб у віці 65 років та старших.
Цивільне працевлаштоване населення становило 411 осіб. Основні галузі зайнятості: освіта, охорона здоров'я та соціальна допомога — 24,1 %, виробництво — 19,2 %, будівництво — 13,9 %, сільське господарство, лісництво, риболовля — 9,7 %.